# Fricz Tamás
Fricz Tamás (Budapest, 1959. július 16. –) magyar politológus, filozófus, közgazdász, a politikatudomány kandidátusa, a Civil Összefogás Fórum szóvivője.

## Életútja
1973–1977 között a Petőfi Sándor Közgazdasági Szakközépiskola tanulója volt. 1978–1981 között a Pénzügyi és Számviteli Főiskola kereskedelem szakát végezte el. 1985–1989 között az ELTE filozófia szakán szerzett diplomát. 1993-ban a Budapesti Közgazdaságtudományi Egyetemen doktorált politikatudományból, majd 1994-ben a politikatudomány kandidátusa lett (PhD) summa cum laude minősítéssel. Németül és angolul is beszél.

### Munkahelyei
- 2019–: Alapjogokért Központ, kutatási tanácsadó
- 2013–: Rendszerváltás Történetét Kutató Intézet és Archívum, tudományos főmunkatárs, csoportvezető
- 1994–2013: Politikatudományi Szemle nevű referált akadémiai szakfolyóirat szerkesztője, 1995-től ügyvezető szerkesztője
- 2000–2012: XXI. Század Intézet, tudományos igazgató (Közép- és Kelet-Európai Történelem és Társadalom Kutatásáért Közalapítvány)
- 1990–2012: Magyar Tudományos Akadémia Politikai Tudományok Intézete, tudományos főmunkatárs, csoportvezető
- 1997–2008: Miskolci Egyetem Politikatudományi Tanszék, egyetemi docens
- 1994–2002: Századvég Főiskola budapesti és egri tagozatán oktató

### Kutatási területei
- Rendszerváltás Magyarországon, illetve a közép- és kelet-európai országokban
- Pártok és pártrendszerek
- Demokratikus rendszerek
- Törésvonalak (cleavages) a 21. században
- Az Európai Unió története, illetve az Unió politikai-hatalmi szerkezete

## Ösztöndíjak
- 1997–2007: a Deutsche Akademischer Austauschdienst-tól (DAAD) négy ösztöndíj Berlinbe
- 2001: Eötvös József külföldi tanulmányi ösztöndíj Berlinbe
- 1998: Volkswagen Stiftung-tól tanulmányi ösztöndíj Berlinbe
- 1997: Konrad Adenauer Alapítvány ösztöndíj Bonnba és Berlinbe
- 1992–1995: Magyar Ösztöndíj Bizottságtól (MÖB) három ösztöndíj Ausztriába

## Tudományos közéleti megbízatásai
- 2000–2018: A Central European Political Science Review nevű, angol nyelvű politikatudományi folyóirat nemzetközi szerkesztőbizottságának tagja
- 1997–2009: A Magyar Politikatudományi Társaság Elnökségének tagja
- 1997–2003: A Magyar Tudományos Akadémia IX. Osztálya Politikatudományi Bizottságának tagja, 2000-től titkára

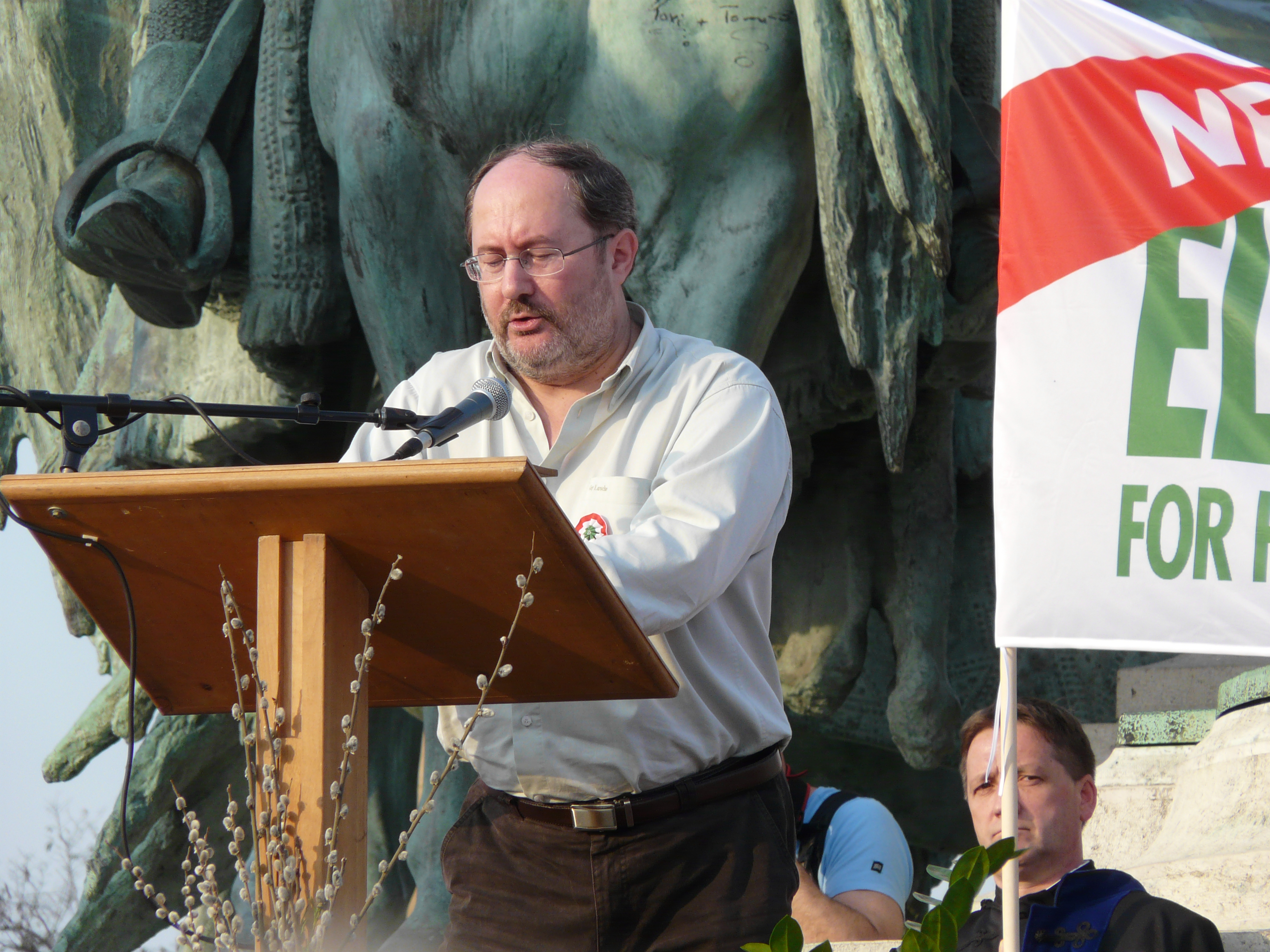
2009 április 5-én, vasárnap a Hősök terén, a Civil Összefogás Fórum felhívására a Gyurcsány-kormány tervezett intézkedései elleni tiltakozáson

## Fontosabb publikációi
- A glasszékesztyűs magyar rendszerváltás, 1987–1992/93. Magyar, közép- és kelet-európai, illetve nemzetközi metszetek; Méry Ratio, Budapest, 2024
- 2019: A „felülírt” demokrácia. Közép- és Kelet-Európa politikai rendszerei, illetve a globális elit és a nemzetállamok közötti törésvonal a 21. században (monográfia). Méry Ratio Kiadó
- A „felülírt” demokrácia a 21. században. Közép- és Kelet-Európa politikai rendszerei, illetve a globális elit és a nemzetállamok közötti törésvonal; Cepoliti, Budapest, 2018
- 2017 Democracy and Geopolitics. Political Systems of Central Europe (monograph) / Demokrácia és geopolitika : Közép-Európa politikai rendszerei. Cepoliti Kiadó
- Egy következmények nélküli világ. Tanulmányok, cikkek, interjúk. 2014–2015. Méry Ratio, Somorja, 2016
- Én mint blogger. Politikai írások, 2013–2014. Méry Ratio, Somorja, 2014
- 2014: The Central European Party Systems and The Cleavages. In: Central European Political Science Review, 2014/4.
- Fricz Tamás–Halmy Kund–Orosz Tímea: A politikai túlélés művészete. Az MSZMP/MSZP hatalomátmentésének természetrajza: érvelés és gyakorlat, 1988–2010. Antológia, Lakitelek, 2014 (Retörki könyvek)
- 2013: Transition from Communism-Socialism to Democracy in Central and Eastern Europe. In: Central European Political Science Review, 2013/2.
- 2013: Alkalmazott demokráciák. Stabilizálódtak-e a kelet- és közép-európai demokratikus rendszerek? (monográfia), Kairosz Kiadó
- „Veszélyes” Magyarország. Kairosz, Budapest, 2012
- Következményekkel vagy következmények nélkül? Kairosz, Budapest, 2010
- Csorba József–Fricz Tamás–Szentpály-Juhász Miklós: Társutasok az őszödi úton. Kormányzás és kommunikáció Magyarországon, 2002–2006. Kairosz, Budapest, 2008
- …és mégis egy következmények nélküli ország?!; Kairosz, Budapest, 2007 (...és mégis élünk!)
- 2006: Az árok két oldalán. A magyar demokrácia természetrajza (monográfia). XXI. Század Intézet Kiadó
- Talán mégsem következmények nélküli ország; Kairosz, Budapest, 2006 (…és mégis élünk!)
- Egy következmények nélküli ország. Kairosz, Budapest, 2004
- Pártrendszerek. Nyugat-Európa, Közép-Európa, Magyarország. Századvég, Budapest, 2001 (Tanítani)
- 2000: Pártrendszerek. Nyugat-Európa, Közép-Európa, Magyarország (tanulmánykötet), Századvég Kiadó
- 2004: Die alte Elite in neuen demokratischen Ungarn. In: K.-J. Veen (ed.): Alte Eliten in jungen Demokratien? Böhlau Verlag, Köln-Weimar-Wien
- 1999: Hungary. In: Smith, I. – Teague, E. (eds): Democracy in the New Europe. The Greycoat Press, London
- Egy következmények nélküli ország; Századvég, Budapest, 1998 (Tollforgó)
- A népi-urbánus vita tegnap és ma; Napvilág, Budapest, 1997 (Politikatörténeti füzetek)
- Rendszerváltásban Magyarországon, 1990–1995. Tanulmányok, esszék. Villányi Úti Konferenciaközpont és Szabadegyetem Alapítvány, Budapest, 1996 (Villányi úti könyvek)
- A magyarországi pártrendszer 1987–1995. Kialakulástörténet és jellemzők. Politológiai elemzés. Cserépfalvi, Budapest, 1996 (Scientia Hungariae)
- A rendszerváltás szótára. Szöveg: Fricz Tamás, Karsai Gábor, Pap Emília, karikatúrák: Lehoczky István, szerk.: Vértes Csaba. Móra, Budapest, 1992
- 1990: Állam, közvetítés, civil társadalom. Az individualizáció esélyei Magyarországon (tanulmánykötet). Akadémiai Kiadó
- Az MSZMP és a tömegkommunikáció. A párt hivatalos nézetei a tömegkommunikáció politikai intézményrendszerben betöltött, illetve társadalmi szerepéről az 1957–1986 közötti tájékoztatáspolitikai témájú dokumentumok tükrében. TK, Budapest, 1988 (Tanulmányok, beszámolók, jelentések. Tömegkommunikációs Kutatóközpont)

## Díjai, elismerései
- Európa-érem (2005)
- Polgári Magyarországért Díj (2012)
- A Magyar Érdemrend tisztikeresztje (2013)